# Ex nihilo
Ex nihilo är ett latinskt begrepp som betyder "ur intet". Det förekommer som del i den filosofiska regeln ex nihilo nihil fit, ur intet - kommer intet.
Det används bland annat i skapelseberättelsediskursen. Men även vetenskapliga teorier har tagit upp idén. 